# بانویی از ماه
بانویی از ماه فیلمی تلفیقی رئال وانیمیشن که اولین محصول بلند سینمای آسیای غربی در این سبک محسوب می‌شود. کارگردان این فیلم را الهام قره‌خانی و مهرتاش مهدوی بر عهده دارند. تهیه‌کننده‌گی این اثر سینمایی را مجید آقاگلیان و حمید آقاگلیان بر عهده دارند. فیلمبرداری این فیلم از اردیبهشت ماه سال ۱۳۹۰ در تهران آغاز شده‌است.

## عوامل فیلم
- کارگردان: الهام قره‌خانی - مهرتاش مهدوی
- تهیه‌کننده: مجید آقاگلیان - حمید آقاگلیان
- طراح و نویسنده: الهام قره‌خانی
- مشاور کارگردان: دکتر اکبر عالمی
- کارگردان انیمیشن: حسین زارعی
- تدوین: مرتضی مشهودی
- دستیار کارگردان و برنامه‌ریز: علیرضا شمس شریفی
- مدیر فیلمبرداری: فرشادمحمدی
- صدابردار: اسحاق خانزادی
- طراح گریم: جلال الدین معیریان
- مدیر تولید: شادی احدی فر
- عکاس: جواد جلالی / محمدرضا امیرصادقی
- اجرای صحنه و دکور: بابک عابدی
- مشاوران: جمشید مشایخی - کتر محمد رضا علی - مجید الدین طباطبایی راد
- دستیاردوم کارگردان: علی زارعی نمینی

## بازیگران
- جمشید مشایخی
- فاطمه معتمدآریا
- فردوس کاویانی
- محمدرضا گلزار
- رامبد جوان
- نیکی کریمی
- ماهایا پطروسیان
- مهتاج نجومی
- شادی احدی‌فر
- شایان احدی‌فر
- اصغر بیچاره
- ملینا آقاگلیان